# Eddie Irvine
Edmund „Eddie“ Irvine junior (* 10. November 1965 in Newtownards, Nordirland) ist ein ehemaliger britischer Automobilrennfahrer. Er startete zwischen 1993 und 2002 in der höchsten automobilen Motorsportklasse, der Formel 1, und wurde dort 1999 Vizeweltmeister.

## Karriere
1983 begann Irvines Rennfahrerkarriere in der irischen Formel Ford. 1985 fuhr Irvine in der britischen Formel Ford, 1988 in der britischen Formel 3 und ab 1989 bis zu seinem Formel-1-Einstieg dann in der Formel 3000 in Europa und Japan.
Sein F1-Debüt feierte Irvine im Oktober 1993 beim Großen Preis von Japan in Suzuka für das Jordan-Team. Bei wechselhaftem und regnerischem Wetter zeigte der Nordire auf der ihm aus seiner Formel-3000-Zeit bekannten Strecke auf Anhieb sein Talent, indem er sich gegen den führenden Ayrton Senna zurückrundete und am Ende den sechsten Platz belegte. Senna war über Irvines Respektlosigkeit so verärgert, dass er dem Nachwuchsfahrer nach dem Rennen angeblich eine Ohrfeige verpasste.
Irvines couragierte Fahrweise jedoch sicherte ihm bis Ende 1995 einen festen Stammplatz in Eddie Jordans Team neben Rubens Barrichello. Irvine hatte in dieser Zeit mäßigen Erfolg, verbuchte aber immerhin beim Großen Preis von Kanada 1995 einen Podestplatz. Sein exzentrischer Teamchef hätte Irvine wohl gerne weiter beschäftigt, verlor seinen Fahrer aber für die Saison 1996 gegen eine Ablöse an Ferrari.
Dort entwickelte er sich nach Anfangsschwierigkeiten und kleinen Sternstunden, in denen er Michael Schumacher in der Qualifikation schlug, zu einem insgesamt verlässlichen, sogenannten „Nummer-2-Piloten“, der Teamleader Schumacher meist nach hinten abschirmte. In seiner ersten Ferrari-Saison haderte er oft mit dem sperrigen, von John Barnard entworfenen Chassis und den häufigen Materialdefekten. In den folgenden Jahren wusste er sich immer besser in Szene zu setzen, Siege blieben jedoch aus. Seine Mechaniker klagten angeblich oft darüber, dass Irvine keine große Hilfe bei der Abstimmung seines Wagens gewesen sei. Er habe kaum sagen können, warum er in einer bestimmten Kurve schnell gewesen sei, in einer anderen dafür nicht.
Nach dem durch viele Ausfälle begünstigten und somit überraschenden Sieg beim Großen Preis von Australien 1999 in Melbourne und dem folgenschweren Unfall Michael Schumachers in Silverstone schien seine Stunde gekommen zu sein. Irvine musste das Ferrari-Team auf der Fahrerseite führen und zunächst sah es so aus, als würde ihm das auch gelingen. Während Schumachers Abwesenheit verbuchte er einige gute Platzierungen und gewann zwei weitere Rennen, womit er WM-Favorit Mika Häkkinen unter Druck setzte. Im vorletzten Saisonrennen in Malaysia verhalf ihm sogar Rückkehrer Schumacher selbst zu seinem vierten Sieg. Obwohl Irvine mit vier Punkten Vorsprung ins letzte Rennen, den Großen Preis von Japan startete, war er nicht in der Lage, Häkkinen etwas entgegenzusetzen. Er erreichte den dritten Platz, während Häkkinen gewann, und wurde mit zwei Punkten Rückstand Vize-Weltmeister. Die Schuld hierfür lag laut Irvine auch beim Ferrari-Team. So hatte er Schumacher beim Großen Preis von Frankreich nicht überholen dürfen, womit er WM-Punkte verschenkte und darüber hinaus habe das Ferrari-Team nach Schumachers Verletzung aufgehört für die Saison 1999 technisch weiter zu arbeiten und habe sich stattdessen bereits auf die Saison 2000 mit Schumacher und Barrichello vorbereitet. Nach der Saison wechselte er zum neu gegründeten Jaguar-Rennstall.

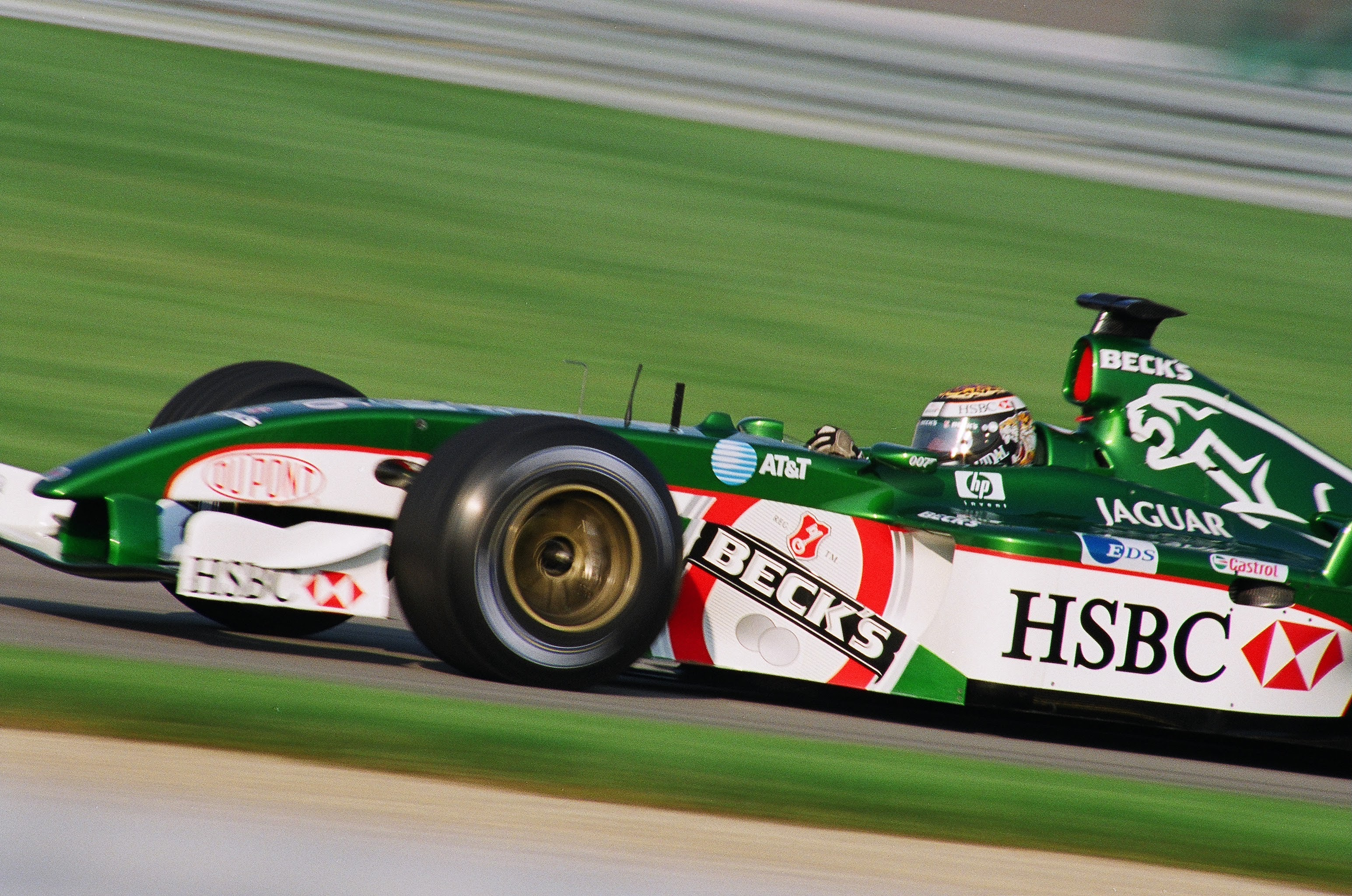
Irvine im Jaguar, 2002

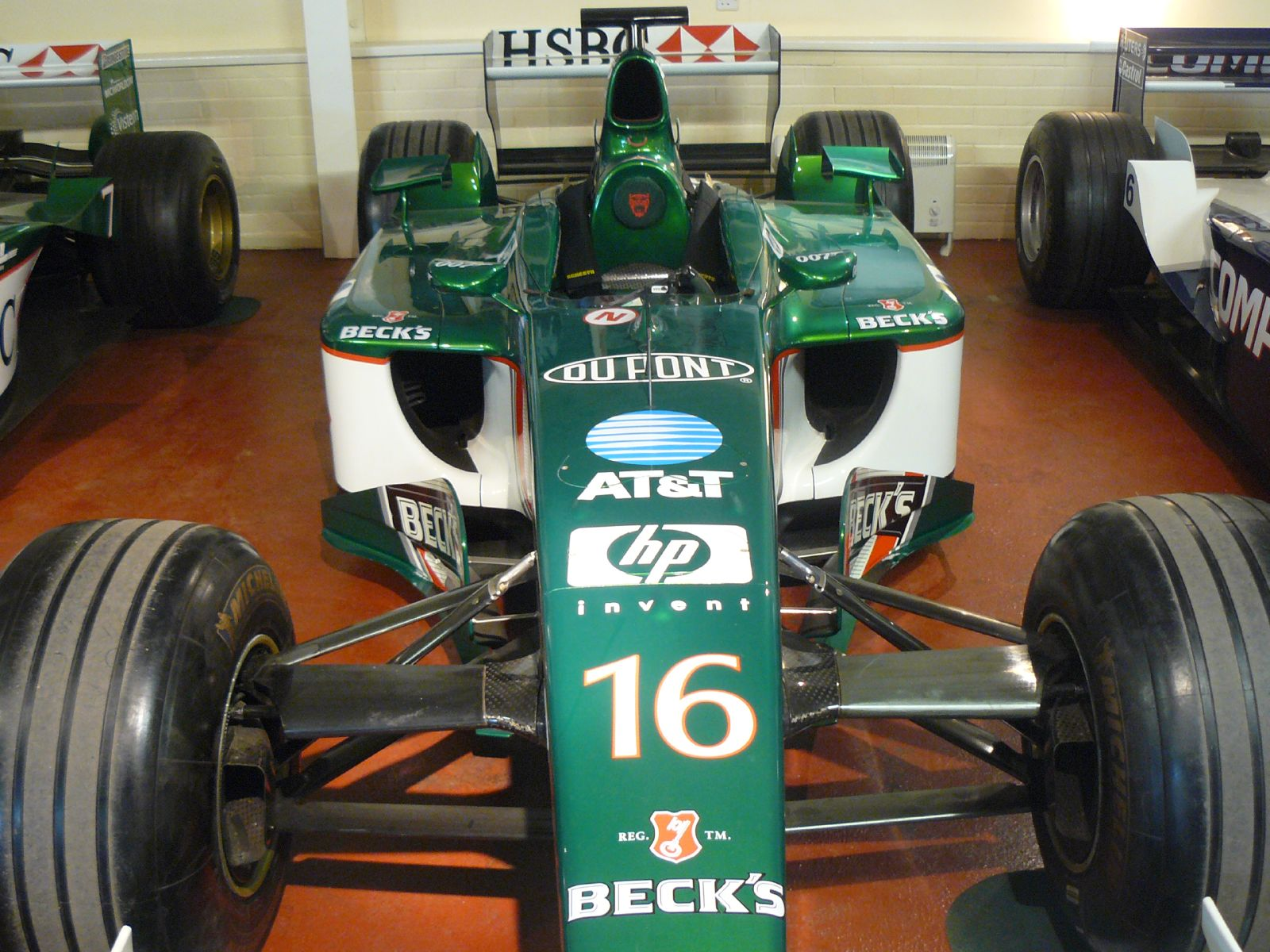
Jaguar R3, der Einsatzwagen Irvines 2002

Dort war Irvine bis 2002 unter Vertrag und fuhr dabei einige bemerkenswerte Rennen. So schaffte er beispielsweise beim Großen Preis von Monaco 2001 und Großen Preis von Italien 2002 auf wenig konkurrenzfähigen Fahrzeugen jeweils als Dritter den Sprung auf das Siegerpodest. Irvine beendete seine Karriere mit der Saison 2002 und ist seitdem als Rennfahrer nicht mehr aktiv gewesen.

## Zeit nach seiner Karriere
Im Frühjahr 2004 tauchte Irvine unvermittelt in den Meldungen der Boulevardpresse auf, als er wegen überhöhter Geschwindigkeit und dem Fahren eines Motorrollers im Londoner Hyde Park angezeigt wurde.
Weiterhin soll Irvine inzwischen als Event-Veranstalter arbeiten, bzw. eine entsprechende Firma betreiben, die Formel-1-Besuche als Event-Reise anbietet. Überdies arbeitete Irvine nach seiner Formel-1-Karriere sowohl als Kommentator für englischsprachige Rennsportmagazine, als auch als Kolumnist für entsprechende Fachmagazine.
2008 plante er den Aufbau eines Formel-1-Teams. Finanzielle Unterstützung versprach er sich vom russischen Milliardär Rustam Tariko. Der Zuschlag für den vakanten zwölften Platz unter den Formel-1-Teams ging jedoch nicht an sein Vorhaben, sondern an das Projekt von David Richards, Prodrive. Dieses trat aufgrund der Uneinigkeit über die Klärung der Kundenchassisfrage innerhalb eines neu zu unterzeichnenden Concorde Agreements von dieser Option zurück.
Im Dezember 2008 war Irvine in Mailand gemeinsam mit Gabriele Moratti, dem Sohn der damaligen Bürgermeisterin von Mailand, Letizia Moratti, in eine Kneipenschlägerei verwickelt, in deren Anschluss sich Irvine und Moratti gegenseitig wegen Körperverletzung anzeigten. Im Januar 2014 wurden beide Kontrahenten von einem Mailänder Gericht zu einer Freiheitsstrafe von sechs Monaten verurteilt.

## Nationalität
Als in Nordirland, einem Teil des Vereinigten Königreichs, geborener Bürger besaß Irvine während seiner gesamten Rennsportkarriere einen britischen Pass. Er fuhr aber mehrere Jahre lang mit einer Rennlizenz der Republik Irland, weil er sich selbst als Ire sah. Das Internationale Sportreglement der Fédération Internationale de l’Automobile (FIA) besagt, dass ein Fahrer, der an einer FIA-Weltmeisterschaft teilnimmt, unter der Nationalität seines Passes antreten solle und nicht unter der seiner Lizenz, wie das bei allen FIA-Serien ohne WM-Prädikat der Fall ist.
Diese Situation führte beim Podiumsbesuch Irvines nach dem Grand Prix von Australien 1996 zu einiger Verwirrung: Die Organisatoren des Rennens hissten versehentlich die irische Trikolore, was dazu führte, dass sich die britische Boulevardpresse über Irvine mokierte. Zudem erhielt seine Familie Drohanrufe von nordirischen Extremisten. Irvine beantragte daraufhin, bei seinen zukünftigen Podiumsauftritten die politisch neutrale Flagge mit dem Shamrock aufzuziehen, was die FIA mit dem Hinweis auf ihr Reglement jedoch ablehnte.

## Statistik

### Statistik in der Formel-1-Weltmeisterschaft

#### Grand-Prix-Siege
| - 1999 Großer Preis von Australien (Melbourne) - 1999 Großer Preis von Österreich (Spielberg) | - 1999 Großer Preis von Deutschland (Hockenheim) - 1999 Großer Preis von Malaysia (Sepang) |

#### Gesamtübersicht
| Saison | Team                      | Chassis       | Motor            | Rennen | Siege | Zweiter | Dritter | Poles | schn. Runden | Punkte | WM-Pos. |
| ------ | ------------------------- | ------------- | ---------------- | ------ | ----- | ------- | ------- | ----- | ------------ | ------ | ------- |
| 1993   | Sasol Jordan              | Jordan 193    | Hart 3.5 V10     | 2      | −     | −       | −       | −     | −            | 1      | 22.     |
| 1994   | Sasol Jordan              | Jordan 194    | Hart 3.5 V10     | 12     | −     | −       | −       | −     | −            | 6      | 16.     |
| 1995   | Total Jordan Peugeot      | Jordan 195    | Peugeot 3.0 V10  | 17     | −     | −       | 1       | −     | −            | 10     | 12.     |
| 1996   | Scuderia Ferrari          | Ferrari F310  | Ferrari 3.0 V10  | 16     | −     | −       | 1       | −     | −            | 11     | 10.     |
| 1997   | Scuderia Ferrari Marlboro | Ferrari F310B | Ferrari 3.0 V10  | 17     | −     | 1       | 4       | −     | −            | 24     | 7.      |
| 1998   | Scuderia Ferrari Marlboro | Ferrari F300  | Ferrari 3.0 V10  | 16     | −     | 3       | 5       | −     | −            | 47     | 4.      |
| 1999   | Scuderia Ferrari Marlboro | Ferrari F399  | Ferrari 3.0 V10  | 16     | 4     | 2       | 3       | −     | 1            | 74     | 2.      |
| 2000   | Jaguar Racing             | Jaguar R1     | Cosworth 3.0 V10 | 16     | −     | −       | −       | −     | −            | 4      | 13.     |
| 2001   | Jaguar Racing             | Jaguar R2     | Cosworth 3.0 V10 | 16     | −     | −       | 1       | −     | −            | 6      | 12.     |
| 2002   | Jaguar Racing             | Jaguar R3     | Cosworth 3.0 V10 | 17     | −     | −       | 1       | −     | −            | 8      | 9.      |
| Gesamt | Gesamt                    | Gesamt        | Gesamt           | 145    | 4     | 6       | 16      | −     | 1            | 191    |         |

#### Einzelergebnisse
| Saison | 1   | 2   | 3   | 4   | 5   | 6   | 7   | 8   | 9   | 10  | 11  | 12  | 13  | 14  | 15  | 16  | 17 |
| ------ | --- | --- | --- | --- | --- | --- | --- | --- | --- | --- | --- | --- | --- | --- | --- | --- | -- |
| 1993   |     |     |     |     |     |     |     |     |     |     |     |     |     |     |     |     |    |
|        |     |     |     |     |     |     |     |     |     |     |     |     |     | 6   | DNF |     |    |
| 1994   |     |     |     |     |     |     |     |     |     |     |     |     |     |     |     |     |    |
| DNF    | EX  | EX  | EX  | 6   | DNF | DNF | DNS | DNF | DNF | 13  | DNF | 7   | 4   | 5   | DNF |     |    |
| 1995   |     |     |     |     |     |     |     |     |     |     |     |     |     |     |     |     |    |
| DNF    | DNF | 8   | 5   | DNF | 3   | 9   | DNF | 9   | 13  | DNF | DNF | 10  | 6   | 11  | 4   | DNF |    |
| 1996   |     |     |     |     |     |     |     |     |     |     |     |     |     |     |     |     |    |
| 3      | 7   | 5   | DNF | 4   | 7   | DNF | DNF | DNF | DNF | DNF | DNF | DNF | DNF | 5   | DNF |     |    |
| 1997   |     |     |     |     |     |     |     |     |     |     |     |     |     |     |     |     |    |
| DNF    | 16  | 2   | 3   | 3   | 12  | DNF | 3   | DNF | DNF | 9   | 10  | 8   | DNF | DNF | 3   | 5   |    |
| 1998   |     |     |     |     |     |     |     |     |     |     |     |     |     |     |     |     |    |
| 4      | 8   | 3   | 3   | DNF | 3   | 3   | 2   | 3   | 4   | 8   | DNF | DNF | 2   | 4   | 2   |     |    |
| 1999   |     |     |     |     |     |     |     |     |     |     |     |     |     |     |     |     |    |
| 1      | 5   | DNF | 2   | 4   | 3   | 6   | 2   | 1   | 1   | 3   | 4   | 6   | 7   | 1   | 3   |     |    |
| 2000   |     |     |     |     |     |     |     |     |     |     |     |     |     |     |     |     |    |
| DNF    | DNF | 7   | 13  | 11  | DNF | 4   | 13  | 13  | INJ | 10  | 8   | 10  | DNF | 7   | 8   | 6   |    |
| 2001   |     |     |     |     |     |     |     |     |     |     |     |     |     |     |     |     |    |
| 11     | DNF | DNF | DNF | DNF | 7   | 3   | DNF | 7   | DNF | 9   | DNF | DNF | DNS | DNF | 5   | DNF |    |
| 2002   |     |     |     |     |     |     |     |     |     |     |     |     |     |     |     |     |    |
| 4      | DNF | 7   | DNF | DNF | DNF | 9   | DNF | DNF | DNF | DNF | DNF | DNF | 6   | 3   | 10  | 9   |    |

| Legende  | Legende            | Legende                                                          |
| Farbe    | Abkürzung          | Bedeutung                                                        |
| -------- | ------------------ | ---------------------------------------------------------------- |
| Gold     | –                  | Sieg                                                             |
| Silber   | –                  | 2. Platz                                                         |
| Bronze   | –                  | 3. Platz                                                         |
| Grün     | –                  | Platzierung in den Punkten                                       |
| Blau     | –                  | Klassifiziert außerhalb der Punkteränge                          |
| Violett  | DNF                | Rennen nicht beendet (did not finish)                            |
| Violett  | NC                 | nicht klassifiziert (not classified)                             |
| Rot      | DNQ                | nicht qualifiziert (did not qualify)                             |
| Rot      | DNPQ               | in Vorqualifikation gescheitert (did not pre-qualify)            |
| Schwarz  | DSQ                | disqualifiziert (disqualified)                                   |
| Weiß     | DNS                | nicht am Start (did not start)                                   |
| Weiß     | WD                 | zurückgezogen (withdrawn)                                        |
| Hellblau | PO                 | nur am Training teilgenommen (practiced only)                    |
| Hellblau | TD                 | Freitags-Testfahrer (test driver)                                |
| ohne     | DNP                | nicht am Training teilgenommen (did not practice)                |
| ohne     | INJ                | verletzt oder krank (injured)                                    |
| ohne     | EX                 | ausgeschlossen (excluded)                                        |
| ohne     | DNA                | nicht erschienen (did not arrive)                                |
| ohne     | C                  | Rennen abgesagt (cancelled)                                      |
| ohne     | keine WM-Teilnahme |                                                                  |
| sonstige | P/fett             | Pole-Position                                                    |
| sonstige | 1/2/3/4/5/6/7/8    | Punktplatzierung im Sprint-/Qualifikationsrennen                 |
| sonstige | SR/kursiv          | Schnellste Rennrunde                                             |
| sonstige | *                  | nicht im Ziel, aufgrund der zurückgelegten Distanz aber gewertet |
| sonstige | ()                 | Streichresultate                                                 |
| sonstige | unterstrichen      | Führender in der Gesamtwertung                                   |

### Le-Mans-Ergebnisse
| Jahr | Team              | Fahrzeug     | Teamkollege         | Teamkollege     | Platzierung            | Ausfallgrund |
| ---- | ----------------- | ------------ | ------------------- | --------------- | ---------------------- | ------------ |
| 1992 | Toyota Team Tom’s | Toyota 92C-V | Roland Ratzenberger | Eje Elgh        | Rang 9                 |              |
| 1993 | Toyota Team Tom’s | Toyota TS010 | Toshio Suzuki       | Masanori Sekiya | Rang 4                 |              |
| 1994 | SARD Company Ltd. | Toyota 94C-V | Mauro Martini       | Jeff Krosnoff   | Rang 2 und Klassensieg |              |

### Einzelergebnisse in der Sportwagen-Weltmeisterschaft
| Saison | Team       | Rennwagen    | 1   | 2   | 3   | 4   | 5   | 6   |
| ------ | ---------- | ------------ | --- | --- | --- | --- | --- | --- |
| 1992   | Team Tom‘s | Toyota 92C-V | MON | SIL | LEM | DON | SUZ | MAG |
| 1992   | Team Tom‘s | Toyota 92C-V | 9   |     |     |     |     |     |